# 泰爾訥曾
泰爾訥曾（讀音ⓘ）是荷蘭泽兰省的城市和市镇。陸地面積251.44平方公里，水域面積66.34平方公里，合共317.78平方公里。直至2007年7月1日，人口55,244，人口密度220人每平方公里。

## 外部連結
- （荷兰文）荷蘭文官方網站
- （英文）英文官方網站

51°20′N 3°50′E / 51.333°N 3.833°E